# Кіріл
Кіріл (рум. Chiril) — село у повіті Сучава в Румунії. Входить до складу комуни Круча.
Село розташоване на відстані 330 км на північ від Бухареста, 58 км на південний захід від Сучави.

## Населення
За даними перепису населення 2002 року у селі проживали 325 осіб, усі — румуни. Усі жителі села рідною мовою назвали румунську.